# 圣科姆和马吕埃若勒
圣科姆和马吕埃若勒（法語：Saint-Côme-et-Maruéjols，法語發音：[sɛ̃ kom e maʁɥeʒɔl]）是法国加尔省的一个市镇，属于尼姆区。

## 地理
圣科姆和马吕埃若勒（43°49'41"N, 4°12'9"E）面积13.01 平方千米，位于法国奧克西塔尼大區加尔省，该省份为法国南部沿海省份，南端濒地中海，北起顺时针与阿尔代什省、沃克吕兹省、罗讷河口省、埃罗省、阿韦龙省和洛泽尔省接壤。
与圣科姆和马吕埃若勒接壤的市镇（或旧市镇、城区）包括：卡尔维松、克拉朗萨克、蒙珀扎、帕里尼亚尔格、圣迪奥尼西、苏维尼亚尔格。

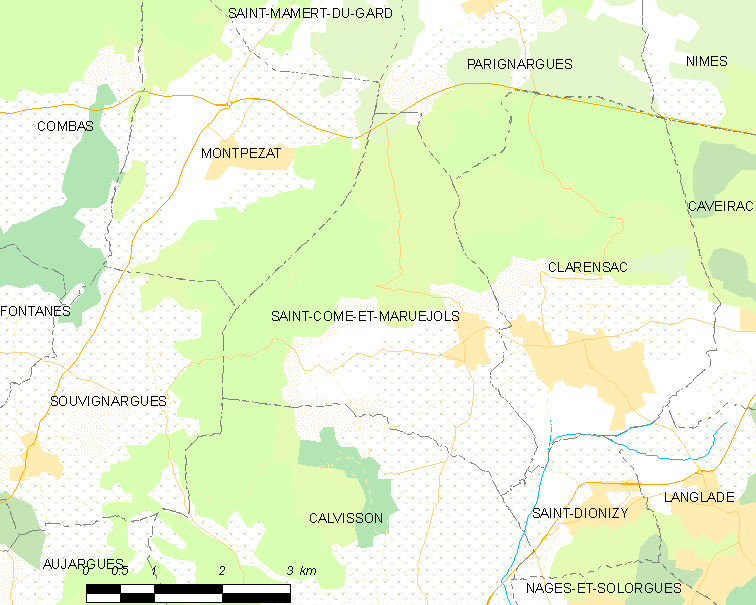
圣科姆和马吕埃若勒的OSM定位图

圣科姆和马吕埃若勒的时区为UTC+01:00、UTC+02:00（夏令时）。

## 行政
圣科姆和马吕埃若勒的邮政编码为30870，INSEE市镇编码为30245。

## 政治
圣科姆和马吕埃若勒所属的省级选区为圣吉勒县。

## 人口

1962-2008年间圣科姆和马吕埃若勒人口变化图示

圣科姆和马吕埃若勒于2022年1月1日时的人口数量为797人。